# María del Carmen Ulloa Ulloa
María del Carmen Ulloa Ulloa es una botánica ecuatoriana con un Ph.D. en ciencias.
Se graduó de la Pontificia Universidad Católica del Ecuador, en Quito, con una licenciatura en biología.
Obtuvo un Ph. D. de la Universidad de Aarhus en Dinamarca
Se ha especializado en fitogeografía, y en florística de los Andes.

## Trayectoria
Es  Investigadora Asociada del Instituto Nacional de Biodiversidad Ecuador.
Además, es miembro de la Academia de Ciencias del Ecuador.
Desde que se unió  Missouri Botanical Garden Ulloa ha liderado o contribuido a una serie de proyectos importantes, incluido un reciente estudio histórico sobre plantas vasculares. Es editora de Flora Mesoamericana. 
En 2014 se integró al programa Prometeo, en el que junto a otros investigadores ecuatorianos del Instituto Nacional de Biodiversidad, y a la Universidad del Azuay hicieron estudios de la flora ecuatoriana..

## Especialización
Se especializa en la flora de los Andes.

## Algunas publicaciones
- Minga, D., R. Ansaloni, A. Verdugo & C. Ulloa Ulloa. 2016. Flora del páramo del Cajas, Ecuador. Universidad del Azuay. Pp. 284. Imprenta Don Bosco-Centro Gráfico Salesiano, Cuenca.
- Ulloa Ulloa, C. & D. Fernández (eds.) 2015. Plantas de los páramos del Distrito Metropolitano de Quito, Ecuador. Serie de publicaciones Museo Ecuatoriano de Ciencias Naturales del Instituto Nacional de Biodiversidad. Publicación Patrimonio Natural del Ecuador No. 2, 116 Pp.
- Ulloa Ulloa, C. 2006 (2007). Aromas y sabores andinos. Pp. 313-328. En: Moraes R., M., B. Øllgaard, L. P. Kvist, F. Borchsenius & H. Balslev (eds.) Botánica Económica de los Andes Centrales. Universidad Mayor de San Andrés, Plural Editores, La Paz.
- Jørgensen, P. M., C. Ulloa & C. Maldonado. 2006 (2007). Riqueza de plantas vasculares. Pp. 37-50. En: Moraes R., M., B. Øllgaard, L. P. Kvist, F. Borchsenius & H. Balslev (eds.) Botánica Económica de los Andes Centrales. Universidad Mayor de San Andrés, Plural Editores, La Paz.
- Sklenár, P., J. L. Luteyn, C. Ulloa Ulloa, P. M. Jørgensen & M. O. Dillon. 2005. Flora Genérica de los Páramos - Guía Ilustrada de las Plantas Vasculares. Memoirs of The New York Botanical Garden 92. 520 Pp.
- Ulloa Ulloa, C. & D. A. Neill. 2005. Cinco años de adiciones a la flora del Ecuador: 1999-2004. UTPL, Missouri Botanical Garden, Funbotanica. Editorial Universidad Técnica Partícula de Loja, Loja. 75 Pp.
- Ulloa Ulloa, C., S. Álvarez Molina, P.M. Jørgensen & D. Minga. 2004[2005]. Cien plantas silvestres del páramo/ One hundred wild plants from the páramo, Parque Nacional Cajas, Azuay Ecuador. Spanish/ English edition. 236 Pp. ETAPA, Cuenca.
- Ulloa Ulloa, C., J. L. Zarucchi & B. León. 2004. Diez años de adiciones a la flora del Perú: 1993-2003. Arnaldoa Edición Especial Nov. 2004: 1-242.
- Chanco, M. & C. Ulloa Ulloa. 2004. El género Nototriche en el Ecuador. Sida 21(2): 693-703.
- Jørgensen, P.M. & C. Ulloa Ulloa. 2002. Olacaceae. In: Flora of Ecuador. (G. Harling & L. Andersson, eds.), 69: 59-103.
- Jørgensen, P.M. & C. Ulloa Ulloa. 1994. Seed plants of the high Andes of Ecuador-a checklist. AAU Reports 34: 1-443.
- Ulloa Ulloa C. & P. M. Jørgensen. 1993. Árboles y arbustos de los Andes del Ecuador. AAU Reports 30: 1-264., 2nd ed. 1995, Abya-Yala, Quito.

## Honores

### Epónimos
- (Rubiaceae) Palicourea ulloana C.M.Taylor[7]

- La abreviatura «C.Ulloa» se emplea para indicar a María del Carmen Ulloa Ulloa como autoridad en la descripción y clasificación científica de los vegetales.[8]